# تحليق (فوق طبيعي)

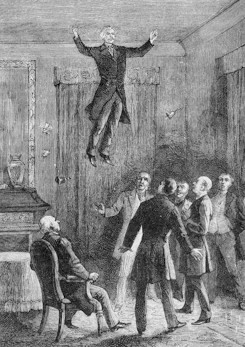
دانييل دونجلاس هوم في وارد تشيني في منزله، صورة على طبعة حجرية من نحت لويس فيغير، 1887

التحليق أو الانتقال أو الطفو في الفضاء، هو في سياق الخوارق هو صعود جسم ما في الهواء متحديا القوانين الطبيعية إما بوسائل باطنية أو روحية أو عن طريق التأمل. يفسر بعض علماء التخاطر والمؤمنين الدينيين بحالات الرفع المزعومة نتيجة الفعل الخارق للقوة النفسية أو الطاقة الروحية. أعلن المجتمع العلمي أنه لا يوجد دليل على أن الرفع موجود وأن كل أحداث الرفع المزعومة والتي أجري عليها الأبحاث العلمية أوجدت انه يمكن تفسيرها بأسباب طبيعية (مثل الخداع السحري والوهم والهلوسة).

## آراء دينية

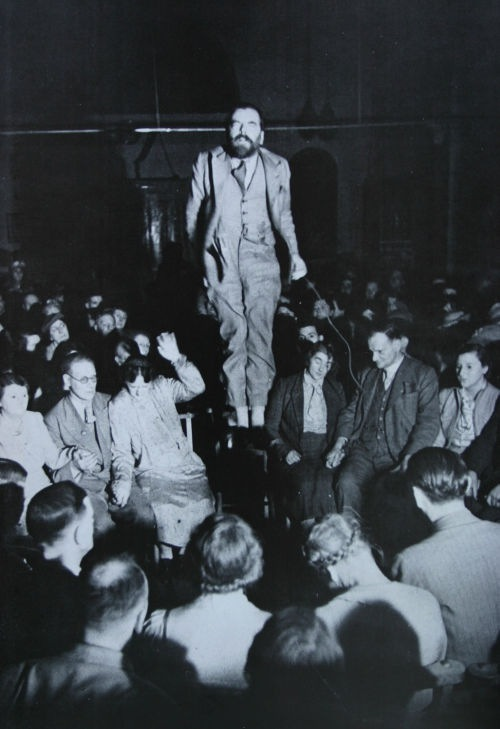
كولين إيفانز، الذي زعم أن الأرواح رفعته إلى الهواء، كان عمل احتياليا.

ادعت ديانات مختلفة عن إمكانتيتها الارتفاع وأمن بها أتباعها. يستخدم هذا بشكل عام إما كدليل على صحة أو قوة الدين،  أو كدليل على القداسة أو الالتزام بدين من يقوم بالارتفاع.

### البوذية
- يروي كواحدة من معجزات بوذا أنه سار على مجرىالمياه بينما أرجله متقاطعة على من أجل إقناع بعض البراهمين للتحول إلى البوذية.[5]
- قيل إن يوغي مارايبا، وهو معلم بوذي من فاجرايانا، يمتلك مجموعة من القدرات الإضافية أثناء الارتفاع، مثل القدرة على المشي والراحة والنوم؛ ومع ذلك، تم اعتبار هذه القوى غامضة.[بحاجة لمصدر]
- إنها من قوى إيدهي الطبيعية المذكورة في شرائع بالي البوذية بأنه كان «يجلس متشابكًا وهو يطير في الهواء مثل طائر مجنح».[6]

### الدين المسيحي
- سار يسوع على الماء للقاء تلاميذه الموجودين في قارب. في البداية كانوا خائفين، معتقدين أنه «روح»، لكنه اخمد مخاوفهم.[7]
- سار القديس بيساريون المصري (توفي 466) عبر مياه نهر (النيل).[8][9]
- كما سارت القديسة مريم المصرية عبر نهرًا، وفقًا لسانت زوسيماس. [بحاجة لمصدر]
- تم تسجيل القديس فرنسيس الأسيزي على أنه «معلق فوق الأرض، وغالبًا إلى ارتفاع ثلاثة، وغالبًا إلى ارتفاع أربعة أذرع» (حوالي 1.3 إلى 1.8 متر).[10]
- تم رفع القديس ألفونسوس ليغوري، عند الوعظ في فوجيا، أمام أعين الجماعة كلها على بعد عدة أقدام من الأرض.[11] :13
- القديس يوسف من كوبرتينو (الصوفي، من مواليد 17 يونيو 1603 ؛ توفي في أوسيمو 18 سبتمبر 1663؛ عيده في 18 سبتمبر) يقال أنه ازتفع عاليا في الهواء لفترات طويلة أكثر من ساعة، في العديد من المناسبات.[12]
- القديس تيريزا أفيلا (من مواليد أفيلا، إسبانيا، 28 مارس 1515 ؛ توفي في ألبا، 4 أكتوبر 1582) وادعى أنه قد رفعت على ارتفاع حوالي قدم ونصف لفترة ممتدة إلى حد ما أقل من ساعة، في حالة من نشوة الطرب الصوفي ووصفت التجربة بأنها «زيارة روحية».[13]
- سانت مارتين دي بوريس (9 ديسمبر 1579 - 3 نوفمبر 1639) ادعى القدرة الروحية في التواجد في مكانين، والقدرة على المرور عبر الأبواب المغلقة (النقل عن بعد)، وعلى الرفع.[11] :227
- جيرولامو سافونارولا، الذي حُكم عليه بالإعدام، زُعم أنه قفز من أرضية زنزانته إلى الجو وبقي هناك لبعض الوقت.[14]
- كان لدى القديس سيرافيم ساروف (1759-1833) القديس الأرثوذكسي الروسي هدية لرفعها على الأرض لبعض الوقت. شهد هذا من قبل العديد من المتعلمين في وقته، بما في ذلك الإمبراطور الكسندر الأول. شاهد شاب مشلول أحضر زنزانته سيرافيم مرفوعًا من الأرض أثناء صلاة شديدة. وبالمث، رآه أربع أخوات من ديفييفو يمشي فوق العشب مرتفعا في الهواء.[15]
- مريم بواردي «العربية الصغيرة» (1846-1878)، راهبة كرميلية، التي توفيت في بيت لحم في عام 1878، وشهدت النشوة في كثير من الأحيان، شوهدت تتصاعد أكثر من مرة من قبل الآخرين: على سبيل المثال، في حديقة الدير في أوقات خاصة للصلاة، عندما تعيش في دير الكرمل في باو، فرنسا.[16] [بحاجة لرقم الصفحة]
- بادري بيو (1887-1968)، القديس الكاثوليكي، الذي كان الندبات، ويقال أنه كان له القادرة على التحليق في الهواء، فضلا عن كونها قادرة على التواجد في مكانين.[بحاجة لمصدر]

رفع «شيطاني» في المسيحية
- قيل إن كلارا جيرمان سيلي، فتاة شابة من جنوب أفريقية قد تم رفعها إلى وضع وضع جامد في الهواء في عام 1906. يبدو أن التأثير لم ينعكس إلا من خلال رشها بالماء المقدس، مما أدى إلى الاعتقاد بأن سبب رفعها كان شيطانيا.[13] :328
- ماجدالينا دي لا كروز (1487-1560)، راهبة الفرنسيسكان في كوردوفا، إسبانيا.[17]
- يقال أن مارجريت رول، وهي فتاة صغيرة من بوسطن في التسعينيات من القرن الماضي كان يُعتقد أنها تعرضت للمضايقات من قبل قوى الشر بعد فترة وجيزة من محاكمات سالم للشعوذة، قد ارتفعت عن سريرها بحضور عدد من الشهود.[18]

### الغنوصية
- كان سيمون ماجوس، الغنوصي الذي ادعى أنه تجسيد لله كما تصور الغنوصيون، لديه القدرة على الترفع، إلى جانب العديد من القوى السحرية الأخرى.[19]

### الهلينية
- كان يعتقد في الهيلينية (الديانة الوثنية لليونان القديمة وروما القديمة) على شهادة فيليستراتوس أنه عند وفاته، خضع أبولونيوس افتراض السماوية عن طريق رفع إلى الجنة.[20]

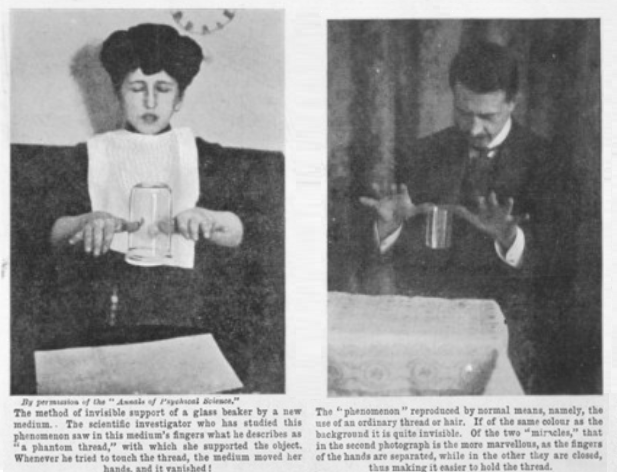
ستانيسواوا تومزيك (يسار) والساحرة ويليام ماريوت (يمين) اللتان تكررت خدعتهما برفع كوب من الزجاج.

### الهندوسية
- في الهندوسية، يُعتقد أن بعض الصوفيين الهندوس والمعلمين الذين حققوا بعض القوى الروحية (يُطلق عليهم الصديديون) قادرون على الترفع. تسمى في السنسكريتية تسمى قوة الرفع (لاكهينمنlaghiman، «الخفة») أو داندورا -سيدهي («قوة الضفدع»).[21] يروي كتاب يوغانندا، السيرة الذاتية لليوغي، روايات عن يوغيوم هندوسي الذين كانوا يرفعون في سياق التأمل.
- أفادت الأنباء أن يوغي سوبياه بولافار قد رفع نفسه إلى الهواء لمدة أربع دقائق أمام حشد من 150 شاهداً في 6 يونيو 1936. شوهد معلقًا أفقًيا عدة أقدام فوق سطح الأرض، في نشوة، وهو يضع يده بخفة فوق عصا مغطاة بالقماش. لا يمكن ثني ذراعي وأرجل بولافار عن وضعهم المغلق مرة واحدة على الأرض.
- يوصف شيردي ساي بابا، وهو يوغي هندي، في سري ساي ساتشاريترا لإتقان فن الارتفاع أثناء النوم.

### اليهودية
تم وصف الترفع في النص اليهودي عدة مرات باستخدام إما وسيلة سحرية أو غير سحرية. تم وصف الترفع بالسحر في نصوص يهودية يمارسها بلعام الذي عاش في زمن موسى. السحر ينطوي مباشرة على طلب الأرواح لتنفيذ المهام وبالتالي تجاهل الله. بدلاً من الخضوع لله، يتم استخدام فخر الذات وأنا الفرد لترتيب الأرواح للقيام بمهام مثل الرفع.
1. استخدام الريح: أعطى الله سليمان القدرة على سيطرة كل ما خلقه الله، بما في ذلك الريح، التي كانت تستخدم في الغالب لتطير سجادة، بصرف النظر عن الثقل الذي عليها.
2. باستخدام أحد أسماء الله السرية: قيل لأبيشاي أن يستخدم أحد أسماء الله السرية لمنع داود من السقوط بعد أن ألقى به شقيق جالوت على الهواء، مما سهل له الارتفاع.

## روابط خارجية
- مطالبات رفع المعجزات في الهند
- كشف سر الرفع (منذ 70 عامًا)
- الرفع بواسطة مارك إدوارد نسخة محفوظة 3 أبريل 2019 على موقع واي باك مشين.
- الرفع - قاموس المشككين
- معرض فنون الصوفية البوذية التبتية ، جامعة أوجليثورب، 2004.